# Manuel de Oliveira (atleta)
Manuel Figueiredo de Oliveira (20 de outubro de 1940 – 19 de outubro de 2017) foi um atleta de fundo português. Ele competiu nos 5000 metros masculinos nos Jogos Olímpicos de Verão de 1960 e também representou o seu país nos Jogos Olímpicos de Verão de 1964 e nos Jogos Olímpicos de Verão de 1968.